# Liste der Kulturdenkmale in Seester
In der Liste der Kulturdenkmale in Seester sind alle Kulturdenkmale der schleswig-holsteinischen Gemeinde Seester (Kreis Pinneberg) und ihrer Ortsteile aufgelistet (Stand: 10. März 2025).

## Legende
In den Spalten befinden sich folgende Informationen:
- Objekt-ID: die Nummer des Kulturdenkmales
- Lage: die Adresse des Kulturdenkmales und die geographischen Koordinaten. Kartenansicht, um Koordinaten zu setzen. In der Kartenansicht sind Kulturdenkmale ohne Koordinaten mit einem roten Marker dargestellt und können in der Karte gesetzt werden. Kulturdenkmale ohne Bild sind mit einem blauen Marker gekennzeichnet, Kulturdenkmale mit Bild mit einem grünen Marker.
- Offizielle Bezeichnung: Bezeichnung des Kulturdenkmales
- Beschreibung: die Beschreibung des Kulturdenkmales
- Bild: ein Bild des Kulturdenkmales

## Sachgesamtheiten
| Objekt-ID      | Lage                                            | Offizielle Bezeichnung | Beschreibung | Bild                             |
| -------------- | ----------------------------------------------- | ---------------------- | --- | -------------------------------- |
| 40793 Wikidata | Dorfstraße (53° 43′ 4″ N, 9° 35′ 50″ O)         | Kirche St. Johannes    | Aktualisierung vorgesehen - Begründung: geschichtlich, künstlerisch, städtebaulich, Kulturlandschaft prägend - Schutzumfang: Kirche St. Johannes mit Ausstattung, Glockenstapel, Kirchhof, Grabmale bis 1870, Lindenkranz                                        | weitere Fotos \| Fotos hochladen |
| 47079          | Seesteraudeich 60 (53° 43′ 14″ N, 9° 35′ 12″ O) | Hof Dörge              | Hofanlage Dörge; 1794, 1851; Hofanlage aus Fachhallenhaus von 1794 und Fachwerkscheune von 1841, Lage auf begrünter Wurt mit Hecken- und Buscheinfriedung - Begründung: geschichtlich, Kulturlandschaft prägend - Schutzumfang: Fachhallenhaus mit Wurt, Scheune | BW                               |

## Bauliche Anlagen
| Objekt-ID      | Lage                                            | Offizielle Bezeichnung              | Beschreibung | Bild                             |
| -------------- | ----------------------------------------------- | ----------------------------------- | --- | -------------------------------- |
| 3782 Wikidata  | Dorfstraße (53° 43′ 4″ N, 9° 35′ 50″ O)         | Kirche St. Johannes mit Ausstattung | Die St.-Johannes-Kirche im schleswig-holsteinischen Seester liegt auf einer Warft, die von hohen Linden gesäumt ist. Auf dem alten Kirchhof rund um das Kirchengebäude findet man viele Grabstelen, die aus der ersten Hälfte des 19. Jahrhunderts stammen. Glockenstuhl aus dem 15. Jahrhundert, 1819 von J. Bahlmann erneuert. Die Balkenschwellen ruhen auf Fundamenten aus Backstein. Querverstrebung erfolgte durch Andreaskreuze. Die Überdachung besteht aus einem schiefergedeckten, flachen Zeltdach. Alteintragung (Aktualisierung vorgesehen) - Begründung: geschichtlich, künstlerisch, städtebaulich - Schutzumfang: Kirche St. Johannes mit Ausstattung, Glockenstapel - Denkmaltyp: Bauliche Anlage, Sachgesamtheit: Kirche St. Johannes | weitere Fotos \| Fotos hochladen |
| 25756 Wikidata | Kurzenmoor 30 (53° 43′ 3″ N, 9° 37′ 20″ O)      | Hallenhaus                          | Hofanlage von 1585; Alteintragung (Aktualisierung vorgesehen) - Begründung: Alteintragung (Aktualisierung vorgesehen) - Schutzumfang: Alteintragung (Aktualisierung vorgesehen) - Denkmaltyp: Bauliche Anlage | Fotos hochladen                  |
| 25749          | Seesteraudeich 60 (53° 43′ 14″ N, 9° 35′ 12″ O) | Fachhallenhaus                      | Fachhallenhaus; 1794; Halbkreuzhaus von neun Fach; Giebel des Wirtschaftsteils zweifach vorkragend über profilierten Konsolen, Fachwerk mit Fußstreben, übrige Außenwände massiv erneuert, Reetdach, auf begrünter Wurt - Begründung: geschichtlich, Kulturlandschaft prägend - Schutzumfang: Fachhallenhaus, Wurt - Denkmaltyp: Bauliche Anlage, Sachgesamtheit: Hof Dörge | BW                               |
| 47078          | Seesteraudeich 60 (53° 43′ 14″ N, 9° 35′ 11″ O) | Scheune                             | Scheune; 1851; Fachwerkscheune mit reetgedecktem Halbwalmdach, Giebelfront schlichtes Fachwerk mit Backsteinausfachung, Längswände in Backstein erneuert - Begründung: geschichtlich, Kulturlandschaft prägend - Schutzumfang: gesamtes Objekt - Denkmaltyp: Bauliche Anlage, Sachgesamtheit: Hof Dörge | BW                               |

## Gründenkmale
| Objekt-ID      | Lage                                    | Offizielle Bezeichnung | Beschreibung | Bild            |
| -------------- | --------------------------------------- | ---------------------- | --- | --------------- |
| 19772 Wikidata | Dorfstraße (53° 43′ 5″ N, 9° 35′ 50″ O) | Kirchhof               | Viele Grabsteine aus dem 19. Jahrhundert und einige ältere, deren ältester mit 1663 datiert ist. Alteintragung (Aktualisierung vorgesehen) - Begründung: geschichtlich, Kulturlandschaft prägend - Schutzumfang: Kirchhof, Grabmale bis 1870, Lindenkranz - Denkmaltyp: Gründenkmal, Sachgesamtheit: Kirche St. Johannes | Fotos hochladen |

## Ehemalige Kulturdenkmale
Bis zum Inkrafttreten der Neufassung des schleswig-holsteinischen Denkmalschutzgesetzes am 30. Januar 2015 waren in der Gemeinde Seester nachfolgend aufgeführte Objekte als Kulturdenkmale gemäß §1 des alten Denkmalschutzgesetzes (DSchG SH 1996) geschützt:
| Objekt-ID | Lage                                              | Offizielle Bezeichnung                               | Beschreibung | Bild            |
| --------- | ------------------------------------------------- | ---------------------------------------------------- | --- | --------------- |
|           | Dieckhof 1 (53° 42′ 57″ N, 9° 35′ 21″ O)          | Kate von 1855                                        | Kleines Hallenhaus von 3 Fach. Die Außenwände sind z. T. mehrfach massiv erneuert. Die Frontseiten sind als Vollgiebel ausgeführt und verschalt. Die Babendör hatte ursprünglich geschweifte Kopfbänder. | Fotos hochladen |
|           | Dieckhof 8 (53° 42′ 59″ N, 9° 35′ 26″ O)          | Hofanlage von 1838                                   | Reetgedecktes Zweiständer-Fachhallenhaus von fünf Fach. Dach auf beiden Seiten mit Halbwalm mit Eulengiebel (Niedersachsengiebel). Fassadengliederung weitgehend im Ursprungszustand erhalten. | Fotos hochladen |
|           | Dorfstraße 2 (53° 42′ 55″ N, 9° 35′ 25″ O)        | Wohnhaus aus dem 19. Jahrhundert                     | | BW              |
|           | Dorfstraße 19 (53° 42′ 58″ N, 9° 35′ 37″ O)       | Kate aus dem 18. Jahrhundert                         | Kleines Fachhallenhaus von 3 Fach. Der Stallanbau auf der Rückseite stammt aus dem 19. Jahrhundert. Das Haus ist weiß geschlämmt und hat an der Straßenseite einen Brettergiebel. | Fotos hochladen |
|           | Dorfstraße 36 (53° 43′ 2″ N, 9° 35′ 49″ O)        | ehem. alte Post (Kate)                               | Giebelständiges Haus mit hartgedecktem Krüppelwalmdach. Fünfachsiger, symmetrischen Aufbau. In der Mitte, etwas zurückversetzt die zweiflügelige Eingangstür mit Oberlicht. Darüber eine Luke mit Haken für die Lasten.                                                                                              | Fotos hochladen |
|           | Dorfstraße 37 (53° 43′ 3″ N, 9° 35′ 49″ O)        | Pastorat                                             | | Fotos hochladen |
|           | Dorfstraße 38 (53° 43′ 3″ N, 9° 35′ 51″ O)        | Saalgebäude                                          | | Fotos hochladen |
|           | Dorfstraße 39 (53° 43′ 3″ N, 9° 35′ 51″ O)        | ehem. Gaststätte                                     | Die ehemalige Gaststätte wird heute als Kindergarten genutzt. Das historische Foto stammt vermutlich aus den 1950er Jahren. | Fotos hochladen |
|           | Dorfstraße 41 (53° 43′ 5″ N, 9° 35′ 53″ O)        | Kate                                                 | Ehemaliges Fachwerkhaus vermutlich aus dem 17. Jh., ummauert Ende 19. Jh., restauriert Ende 20. Jh. unter teilweiser Beibehaltung des alten Mauerwerks. | Fotos hochladen |
|           | Dorfstraße 45 (53° 43′ 7″ N, 9° 35′ 55″ O)        | Kate aus dem 18. Jahrhundert                         | | Fotos hochladen |
|           | Dorfstraße 47 (53° 43′ 8″ N, 9° 35′ 56″ O)        | Kate aus dem 18. Jahrhundert                         | | Fotos hochladen |
|           | Dorfstraße 61 (53° 43′ 13″ N, 9° 36′ 1″ O)        | Kate                                                 | | Fotos hochladen |
|           | Dorfstraße 65 (53° 43′ 13″ N, 9° 36′ 2″ O)        | Kate                                                 | | Fotos hochladen |
|           | Dorfstraße 69 (53° 43′ 14″ N, 9° 36′ 3″ O)        | Kate aus dem 18. Jahrhundert                         | | Fotos hochladen |
|           | Groß Sonnendeich 21 (53° 42′ 45″ N, 9° 35′ 19″ O) | Hofanlage von 1793                                   | | Fotos hochladen |
|           | Groß Sonnendeich 25 (53° 42′ 44″ N, 9° 35′ 19″ O) | Hofanlage aus dem 18. Jahrhundert                    | | Fotos hochladen |
|           | Groß Sonnendeich 57 (53° 42′ 30″ N, 9° 35′ 24″ O) | Hofanlage von 1790                                   | Als Kreuzhaus ausgeführtes Zweiständer-Fachhallenhaus von 12 Fach, Baujahr um 1790. Die Außenwände bestehen aus massivem Mauerwerk. Die vier verschalten Vollgiebel kragen oben etwas vor. Sie tragen kleine profilierte Konsolen. Die breite Durchgangsdiele hatte 1960 zum Teil noch ihre alte Bretterverschalung. | Fotos hochladen |
|           | Groß Sonnendeich 77 (53° 42′ 7″ N, 9° 35′ 13″ O)  | Hofanlage von 1732                                   | | BW              |
|           | Klein Sonnendeich 1 (53° 42′ 31″ N, 9° 36′ 41″ O) | Hofanlage "Dat rode Hus" von 1667                    | | Fotos hochladen |
|           | Klein Sonnendeich 4 (53° 42′ 40″ N, 9° 36′ 21″ O) | Hofanlage von 1815                                   | | Fotos hochladen |
|           | Kurzenmoor 12 (53° 43′ 34″ N, 9° 37′ 44″ O)       | Hofanlage aus dem 18./20. Jahrhundert                | | Fotos hochladen |
|           | Kurzenmoor 13 (53° 43′ 19″ N, 9° 37′ 35″ O)       | Hofanlage aus dem 18. Jahrhundert                    | | Fotos hochladen |
|           | Kurzenmoor 14 (53° 43′ 32″ N, 9° 37′ 42″ O)       | Hofanlage aus dem 17./18. Jahrhundert                | | Fotos hochladen |
|           | Kurzenmoor 28 (53° 43′ 6″ N, 9° 37′ 21″ O)        | Hofanlage von 1867/1879                              | | Fotos hochladen |
|           | Kurzenmoor 32 (53° 43′ 2″ N, 9° 37′ 20″ O)        | Wohn- und Wirtschaftsgebäude aus dem 18. Jahrhundert | | Fotos hochladen |
|           | Kurzenmoor 36 (53° 42′ 51″ N, 9° 37′ 20″ O)       | Hofanlage aus dem 18. Jahrhundert                    | | Fotos hochladen |

## Nicht mehr erhaltene ehemalige Kulturdenkmale
| Objekt-ID | Lage                                             | Offizielle Bezeichnung                              | Beschreibung | Bild            |
| --------- | ------------------------------------------------ | --------------------------------------------------- | --- | --------------- |
|           | Groß Sonnendeich 5 (53° 42′ 50″ N, 9° 35′ 22″ O) | Hofanlage aus dem 17. Jahrhundert                   | bei einem Feuer am 18. Juli 2006 vollständig zerstört | BW              |
|           | Seesteraudeich 4 (53° 43′ 35″ N, 9° 35′ 47″ O)   | Ziegelei mit ehem. Ringofen aus dem 19. Jahrhundert | Abriss der Ruinen aufgrund der Gefährdung für die Öffentlichkeit im September 2010 | Fotos hochladen |
|           | Kurzenmoor 22 (53° 43′ 9″ N, 9° 37′ 21″ O)       | Hofanlage von 1862                                  | Das Haus wurde bei einem Feuer infolge Blitzschlag am 2. August 2012 vollständig zerstört. Das linke Foto zeigt den Neubau. Das von Familie Früchtenicht bis zum Brand bewohnte Haus wurde 1862 errichtet. | Fotos hochladen |